# Sara Kestelman

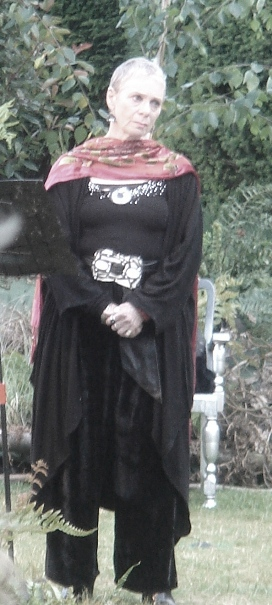
Sara Kestelman

Sara Kestelman, född den 12 maj 1944 i London, är en brittisk skådespelare, regissör och författare som medverkat i ett flertal filmer, tv-serier liksom tv-spel men som kanske främst gjorst sig känd som karaktären Kreia i spelet Star Wars: Knights of the Old Republic II. Hon har också medverkat i tv-serierna Rome, Morden i Midsomer och filmen Lady Jane. 2017 gav hon ut boken Sara Kestelman on Hippolyta and Titania (Shakespeare On Stage). 

## Priser och utmärkelser
| Utmärkelse                        | Kategori                                 | År   | Resultat  |
| --------------------------------- | ---------------------------------------- | ---- | --------- |
| Australian Film Institute         | Best Actress in a Lead Role              | 1977 | Nominerad |
| Laurence Olivier Theatre Award    | Best Supporting Performance in a Musical | 1994 | Vinnare   |
| Clarence Derwent Award            | Best Supporting Female                   | 1995 | Vinnare   |
| Underwire Film Festival, UK       | Best Actress                             | 2018 | Nominerad |
| Horrible Imaginings Film Festival | Best Actress in a Short Film             | 2018 | Vinnare   |